# Ramjakot
Ramjakot (en népalais : राम्जाकोट) est un comité de développement villageois du Népal situé dans le district de Tanahu. Au recensement de 2011, il comptait 4 613 habitants.